# برونو سالومون
برونو سالومون (بالفرنسية: Bruno Salomone)‏
```
هو 
ممثل
 
فرنسي
، ولد في 13 يوليو 1970 في 
فرنسا
.
[
2
]
```

## أعمال

### أفلام
- (2006) الولد المشاكس[3]
- (2016) تامارا

## وصلات خارجية
- برونو سالومون على موقع IMDb (الإنجليزية)
- برونو سالومون على موقع ألو سيني (الفرنسية)
- برونو سالومون على موقع ميوزك برينز (الإنجليزية)
- برونو سالومون على موقع أول موفي (الإنجليزية)
- برونو سالومون على موقع قاعدة بيانات الأفلام السويدية (السويدية)
- برونو سالومون على موقع قاعدة بيانات الفيلم (الإنجليزية)
- برونو سالومون على موقع كينوبويسك (الروسية)